# Armenië op het Junior Eurovisiesongfestival 2017
Armenië nam deel aan het Junior Eurovisiesongfestival 2017 in Tbilisi, Georgië. Het zal de 11de deelname van het land op het Junior Eurovisiesongfestival zijn. ARMTV is verantwoordelijk voor de Armeense bijdrage voor de editie van 2017.

## Selectieprocedure
De Armeense openbare omroep bevestigde op 23 mei 2017 dat het voor het elfde jaar op rij zou deelnemen aan het Junior Eurovisiesongfestival. Op 18 juli 2017 werd duidelijk dat ARMTV Misha intern had geselecteerd als Armeense vertegenwoordiger in Tbilisi. Zijn bijdrage zal in de herfst gepresenteerd worden aan het grote publiek.

## In Tbilisi
Er moet nog geloot worden voor de startvolgorde van het Junior Eurovisiesongfestival 2017.

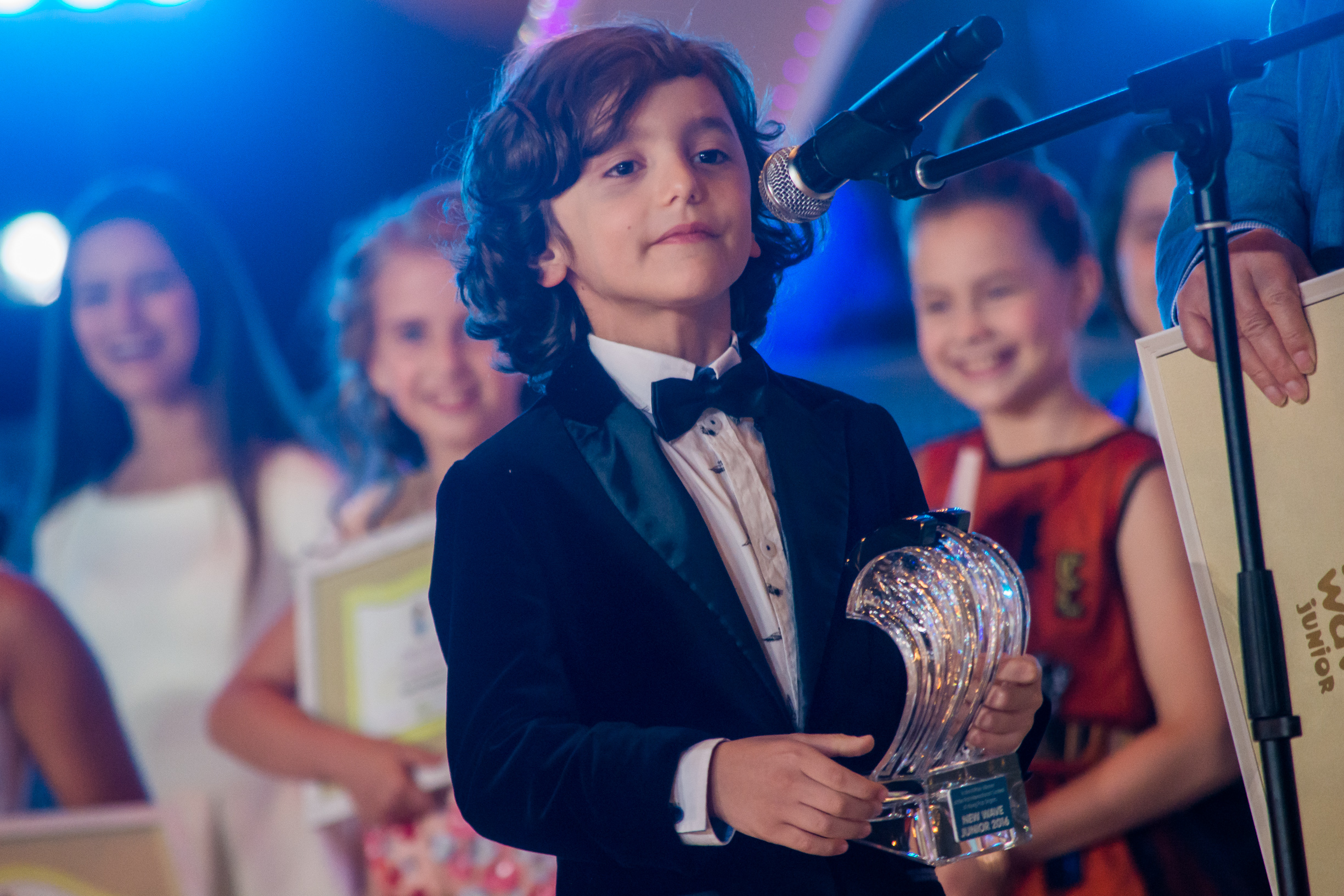
Misha

2007 · 2008 · 2009 · 2010 · 2011 · 2012 · 2013 · 2014 · 2015 · 2016 · 2017 · 2018 · 2019 · 2020 · 2021 · 2022 · 2023 · 2024
Albanië · Armenië · Australië · Cyprus · Georgië · Ierland · Italië · Macedonië · Malta · Nederland · Oekraïne · Polen · Portugal · Rusland · Servië · Wit-Rusland